# Plaisance (Seychellen)
Plaisance ist ein Verwaltungs-Distrikt der Seychellen auf der Insel Mahé. Der Distrikt ist einer der hauptstädtischen Distrikte von Greater Victoria.

## Geographie

Distrikte der Seychellen

Der Distrikt liegt an der Nordostküste von Mahé. Er wird begrenzt von den Distrikten Mont Fleuri, Bel Air, Grand Anse, sowie Les Mamelles und Roche Caïman. Erst 1998 wurde aus Teilen seiner Küste der neue Distrikt Roche Caïman geschaffen. Es besteht eine punktuelle Verbindung zu Port Glaud an der Südwestecke des Distrikts. Im Südosten liegt auf ca. 350 m Höhe die Siedlung Fairview.
Der Distrikt hat den ISO 3166-2-Code SC-19.